# 小山剛
小山 剛（こやま ごう、1960年4月18日 - ）は、日本の法学者。専門は憲法。学位は、博士（法学）（慶應義塾大学・論文博士・2005年）（学位論文「基本権の内容形成―立法による憲法価値の実現」）。慶應義塾大学法学部教授。

## 略歴
- 1984年03月 - 慶應義塾大学法学部卒業
- 1986年03月 - 慶應義塾大学大学院法学研究科修士課程修了
- 1987年-1989年 - ドイツ・ケルン大学留学（クラウス・シュテルンに師事）
- 1990年03月 - 慶應義塾大学大学院法学研究科博士課程単位取得退学
- 1990年10月 - 愛知県立女子短期大学講師
- 1993年04月 - 名城大学法学部講師
- 1994年04月 - 名城大学法学部助教授
- 2001年06月 - フライブルク大学客員教授（同年7月まで）
- 2002年04月 - 慶應義塾大学法学部助教授
- 2004年04月 - 慶應義塾大学法学部教授
- 2005年12月 - 慶應義塾大学より博士（法学）の学位を取得[1]、学位論文の題は「基本権の内容形成―立法による憲法価値の実現」
- 2009年4月-2015年3月 - BPO（放送倫理・番組向上機構）放送人権委員会委員

## 学説
- 憲法の中でも、基本的人権の分野における業績が多く、ドイツ憲法に精通している。
- とりわけ、国家の基本権保護義務や、憲法上の権利の私人間効力、法律による憲法上の権利の具体化（内容形成）の研究で著名。また、プライバシー権と安全の問題について取り扱った論文も多い。
- 最初の単著『基本権保護の法理』で、田上穣治賞を受賞している。

## 著書

### 単著
- 『基本権保護の法理』、成文堂、1998年。
- 『基本権の内容形成―立法による憲法価値の実現』、尚学社、2004年。
- 『「憲法上の権利」の作法』、尚学社、初版2009年、新版2011年、第3版2016年。
  - ［※ハングル語訳2013年］

### 編著
- 『憲法学説に聞く』、井上典之、山元一共編、日本評論社、2004年。
- 『東アジアにおけるアメリカ憲法――憲法裁判の影響を中心に』、大沢秀介共編、慶應義塾大学出版会、2006年。
- 『論点探究――憲法』、駒村圭吾共編、弘文堂、2005年、第2版2013年。
- 『憲法のレシピ』、新井誠、山本龍彦共編、尚学社、2007年。
- 『子どもの医療と法』、玉井真理子共編、尚学社、2008年、第2版2012年。
- 『自由と安全――各国の理論と実務』、大沢秀介共編、尚学社、2009年。
- 『判例から考える憲法』、土屋武、畑尻剛共編、法学書院、2014年。
- 『判例から学ぶ憲法・行政法』、川崎政司共編、法学書院、第4版2014年。
- 『憲法学の創造的展開 : 戸波江二先生古稀記念』（上下巻）、工藤達朗、西原博史、鈴木秀美、毛利透、三宅雄彦、斎藤一久共編、信山社、2017年。
- 『イレズミと法 : 大阪タトゥー裁判から考える』新井誠共編、尚学社、2020年。

### 共著
- 『プロセス演習――憲法』、棟居快行・工藤達朗・赤坂正浩・石川健治・内野正幸・大沢秀介・大津浩・駒村圭吾・笹田栄司・宍戸常寿・鈴木秀美・畑尻剛・村田尚紀・宮地基・矢島基美・山元一共著、信山社、初版2004年、第4版2011年。
- 『市民生活の自由と安全』、大沢秀介共著、成文堂、2006年。
- 『岩波講座　憲法〈2〉――人権論の新展開』、岩波書店、2007年。
- 『憲法を学ぶための基礎知識　論点　日本国憲法』、東京法令出版、2010年、第2版2014年。
- 『憲法の規範力とメディア法』、ドイツ憲法判例研究会編、信山社、2015年。

### 訳書
- 『シュテルン　ドイツ憲法I――総論・統治編』、クラウス・シュテルン著、赤坂正浩他共訳、信山社、2009年。
- 『憲法の優位』、ライナー・ヴァール論文集、慶應義塾大学出版会、2012年。（編訳）